# Cimetière du Grand Saint Jean
 (janvier 2022).
Le cimetière du Grand Saint Jean est un cimetière paysager situé en périphérie d'Aix-en-Provence, à Puyricard.

## Histoire et situation géographique
Le cimetière fut créé vers 1975, après que la ville d'Aix-en-Provence s'est retrouvée en manque de place pour ses morts.
La création de ce cimetière fut donc envisagée sur le domaine du Grand Saint Jean, légué par la famille d'Estienne de Saint Jean à la ville. 
45 ha furent réservés à cet usage, sur les 200 que comptait le terrain.

## Description
Le cimetière est un cimetière « paysager », dans lequel des îlots traditionnels et des îlots paysagers se côtoient, dans le but de préserver au maximum les arbres de la forêt.
Le cimetière compte 8 000 concessions. 